# Marine on St. Croix
Marine on St. Croix è un comune degli Stati Uniti d'America, situato nello Stato del Minnesota, nella contea di Washington.